# Fritz Kreisler

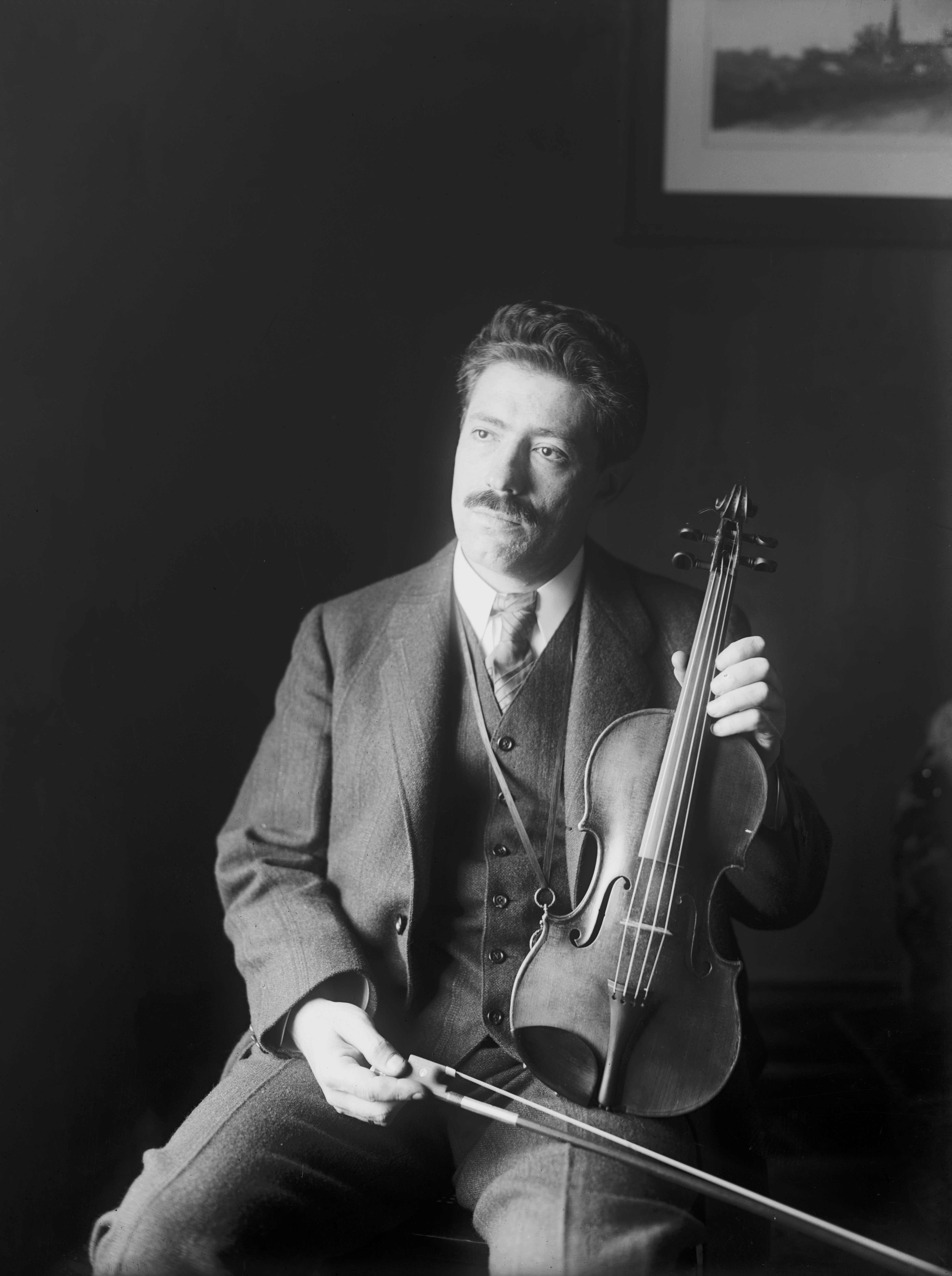
Fritz Kreisler

Fritz Kreisler (* 2. Februar 1875 in Wien; † 29. Jänner 1962 in New York) war ein austroamerikanischer Violinist und Komponist.

## Leben

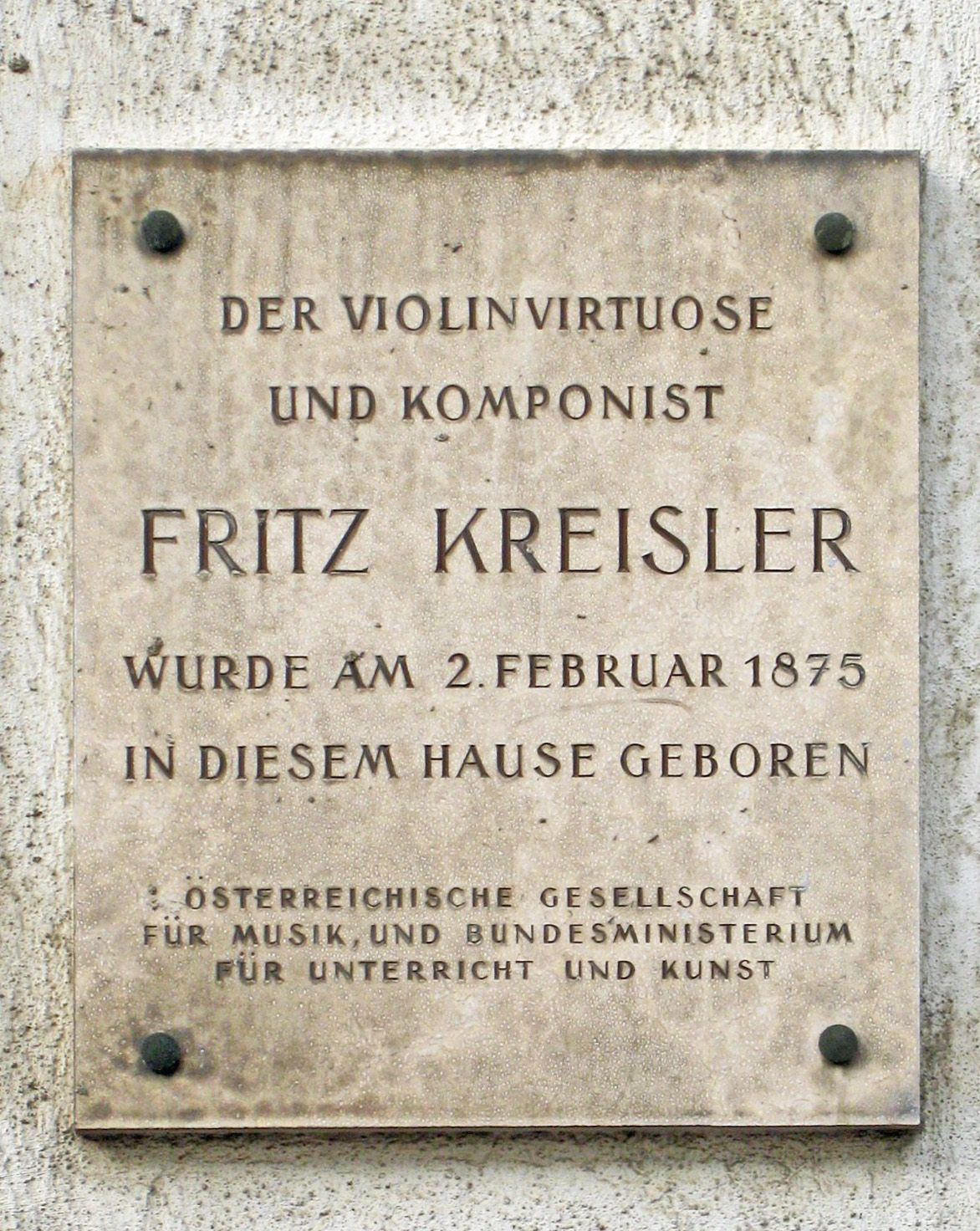
Gedenktafel an Kreislers Geburtshaus in Wien-Leopoldstadt

Kreisler war der Sohn des jüdischen Arztes Samuel Kreisler, der auch Sigmund Freud behandelte. Seine Mutter Anna Reches (1852–1909) hatte 1871 Dr. Kreisler geheiratet. Von seinem Vater erhielt er im Alter von vier Jahren den ersten Violinunterricht. Die Angabe, dass Kreisler im Alter von zwölf Jahren getauft wurde, findet man in zahlreichen Sekundärquellen, ist durch Wiener Primärquellen aber nicht belegbar. 1882 wurde er in das Konservatorium der Gesellschaft der Musikfreunde in Wien aufgenommen und von Joseph Hellmesberger junior (Violine) und Anton Bruckner (Musiktheorie) unterrichtet. Er war erst sieben Jahre alt und damit das jüngste „Wunderkind“, das jemals aufgenommen wurde. Von 1885 bis 1887 studierte er am Pariser Konservatorium, von seinen dortigen Lehrern sind insbesondere Lambert Joseph Massart (Violine) und Léo Delibes (Komposition) sowie Jules Massenet zu nennen. 1887 gewann er im Alter von nur 12 Jahren die höchste Auszeichnung des Pariser Konservatoriums, den Premier Prix.
Mit dem Pianisten Moriz Rosenthal trat er 1888/89 seine erste Konzerttour durch die USA an. Nach seiner Rückkehr bewarb er sich bei den Wiener Philharmonikern, wurde jedoch abgelehnt, weil er nicht richtig vom Blatt lesen konnte. Er hörte auf zu musizieren, begann erst Medizin und dann Malerei zu studieren und verbrachte eine kurze Zeit in der Armee. 1896 fing er wieder mit dem Violinspiel an und debütierte 1898 in Wien, bevor er 1899 bei den Berliner Philharmonikern unter dem Dirigenten Arthur Nikisch ein Konzert gab. Dieses Konzert und eine Reihe von Tourneen in Amerika von 1901 bis 1903 brachten ihm wahre Beifallsstürme ein. 1904 erhielt er die Goldmedaille der britischen Royal Philharmonic Society.

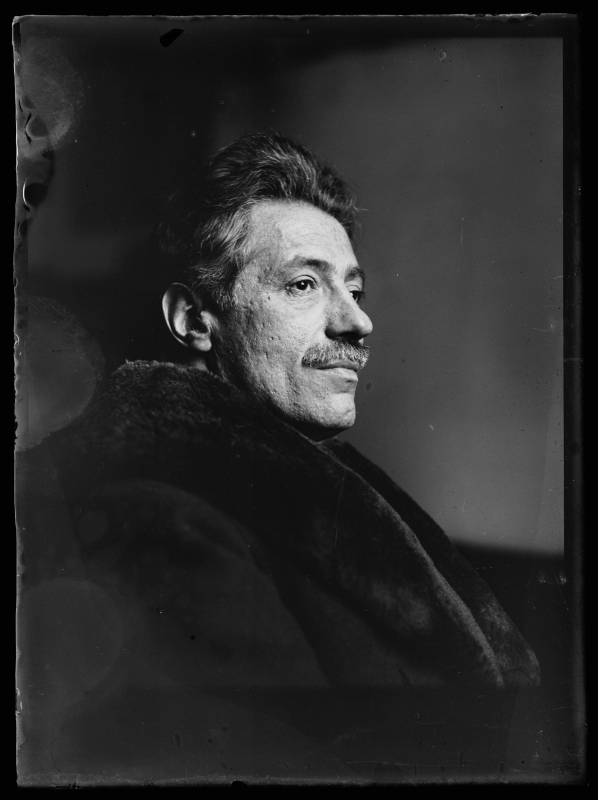
Fritz Kreisler, Foto: Ferdinand Schmutzer, 1915

Bei der Überfahrt in die USA an Bord der Fürst Bismarck im Mai 1901 lernte er Harriet Lies (geschiedene Woerz) kennen, die Tochter eines Tabakhändlers in Brooklyn, die er 1902 vor dem Friedensrichter in New York City sowie in der österreichischen Botschaft in London heiratete. 1917 folgte eine kirchliche Trauung in der katholischen Pfarrei von New Rochelle. Sie zähmte den Weiberhelden und Spieler. Seine Frau wurde auch seine Managerin und hatte damit alle Hände voll zu tun, da er in manchen Jahren 250 Konzerte und mehr absolvierte. Allein ein fünfjähriger Schallplattenvertrag mit der Victor Company soll ihm die seinerzeit unvorstellbare Summe von 750.000 Dollar eingebracht haben.
In diese Zeit fällt auch die Komposition seiner bekannten Charakterstücke. Er machte seine ersten Einspielungen und unternahm viele Konzertreisen. 1910 gab Kreisler die Premiere von Edward Elgars Violinkonzert, das ihm gewidmet war.
Im Ersten Weltkrieg diente er kurzzeitig in der österreichischen Armee, bevor er nach einer Verwundung in Russland ehrenvoll entlassen wurde. Ab 1915 lebte Kreisler mit seiner Frau in den USA und unternahm Konzerttourneen durch die ganze Welt. 1923 fand seine erste Tournee nach Fernost statt, wo er allerdings schon lange durch Schallplattenaufnahmen bekannt war.

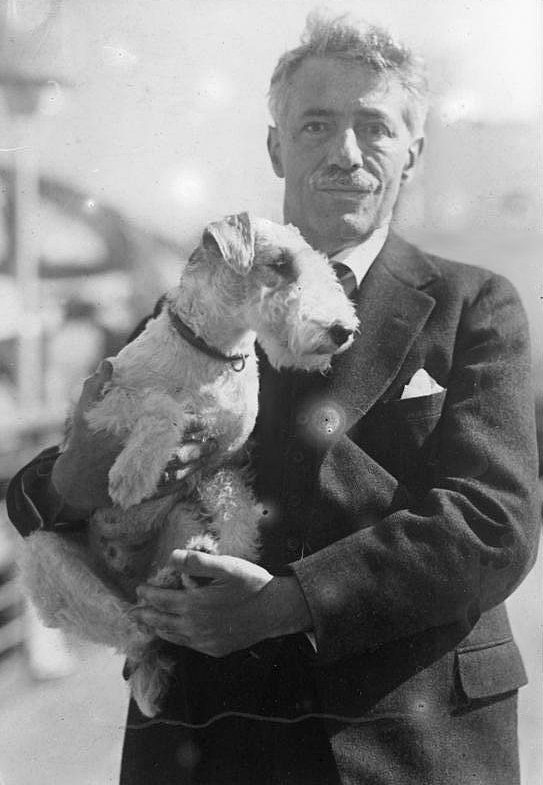
Fritz Kreisler, 1930

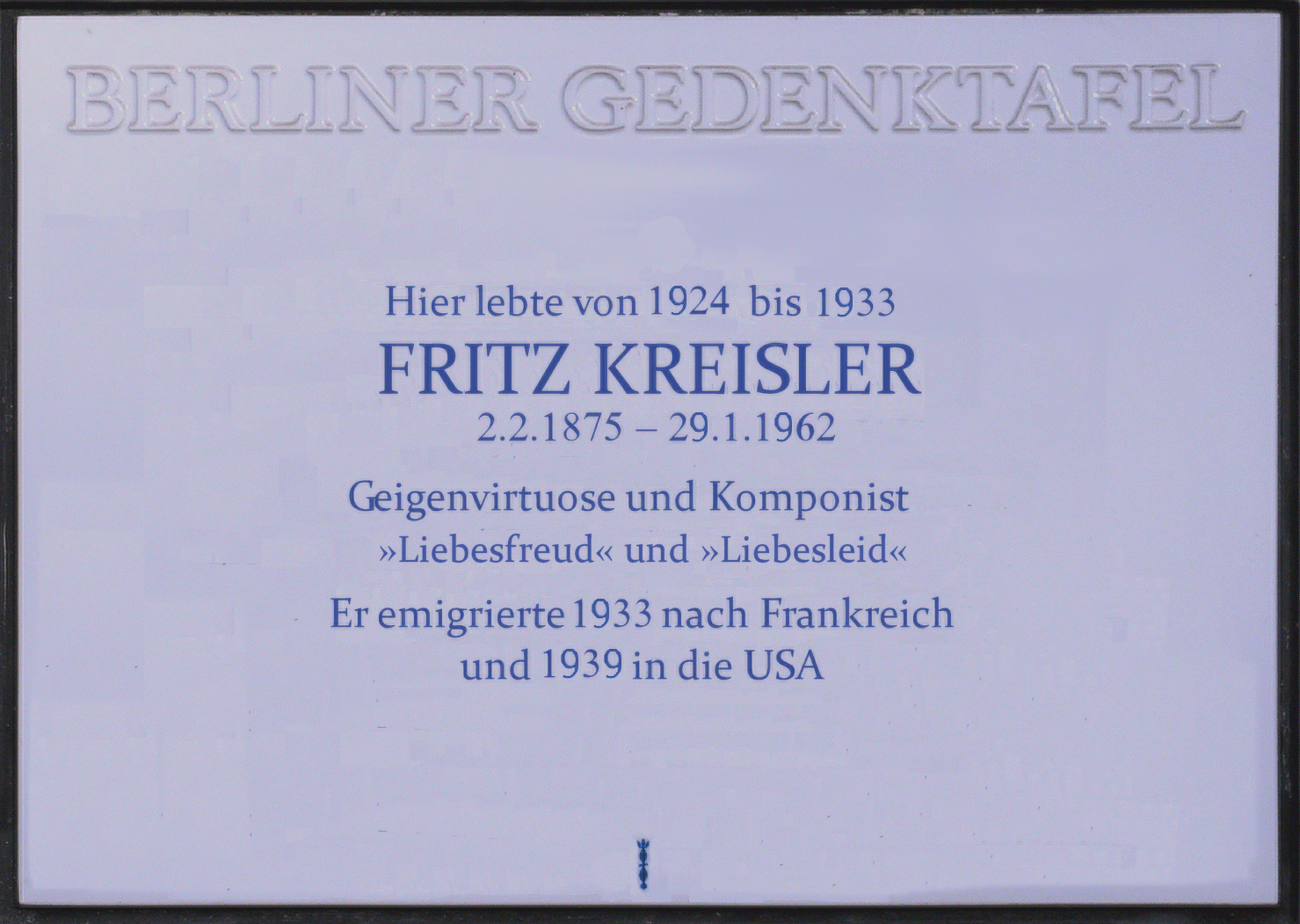
Ehemalige Berliner Gedenktafel am später auf dem Grundstück Bismarckallee 32a entstandenen Haus in Berlin-Grunewald

In den frühen 1920er Jahren ließen sich Harriet und Fritz Kreisler in Berlin nieder, zunächst am Kurfürstendamm. Im Berliner Stadtteil Grunewald erwarb eine von ihnen 1922 gegründete Grundstücks-Aktiengesellschaft das noch unbebaute Grundstück Bismarckallee 32/34/36 und ließ dort eine große Villa mit einem Nebengebäude für Bedienstete errichten, die das Ehepaar von 1924 bis 1939 bewohnte.
Im Sommer 1933 bat ihn der Dirigent Wilhelm Furtwängler, als Solist in der kommenden Saison mit den Berliner Philharmonikern aufzutreten. Kreisler lehnte mit der Begründung ab, dass bereits die berühmten Dirigenten Bruno Walter, Otto Klemperer und Fritz Busch Deutschland zwangsweise verlassen mussten: „Ich bin daher fest entschlossen, mein Auftreten in Deutschland so lang aufzuschieben, bis das Recht aller Künstler, ihre Tätigkeit in Deutschland, ungeachtet der Abstammung, der Religion oder Nationalität auszuüben, unumstößliche Tatsache geworden ist. Ich vertraue darauf, daß es mir bald vergönnt sein wird, mit Ihnen zu musizieren.“ Die Nationalsozialisten verboten den Verkauf seiner Werke, seine Aufnahmen durften nicht mehr gespielt werden.
Obwohl Fritz Kreisler nicht mehr in Deutschland auftrat, behielt er auf Wunsch seiner Frau den Wohnsitz in Berlin. Als der österreichische Bundeskanzler Engelbert Dollfuß, ein Freund Kreislers, während des Juli-Putsches 1934 im Amt ermordet wurde, hielt sich Kreisler in Paris auf und äußerte Bedenken, dass auch er bald Untertan eines nationalsozialistischen Reiches sein könnte. Daraufhin bot der Senator von Savoyen ihm an, dass er auf Grund eines alten Gesetzes ohne Wartezeit in Frankreich eingebürgert werden könne: „Ich werde zu George Bonnet (dem französischen Außenminister) gehen und die Angelegenheit regeln. Sie können über Nacht Franzose werden!“
Seinen 60. Geburtstag 1935 feierte er in kleinem Kreis in seiner Berliner Villa. Die Rundfunkstationen brachten weltweit Gedenksendungen, in Deutschland dagegen wurde er ignoriert. Im gleichen Jahr erhielt er den Ehrenring der Stadt Wien.
Nach dem Anschluss Österreichs im März 1938 wurden alle Bewohner des Landes aufgefordert, ihre österreichischen Pässe gegen deutsche umzutauschen. Daraufhin nahm Kreisler die bereits 1934 angebotene französische Staatsbürgerschaft an. Der deutsche Außenminister Joachim von Ribbentrop weigerte sich zunächst, die Gültigkeit der neuen Staatsbürgerschaft anzuerkennen. Um diplomatische Verwicklungen zu vermeiden, nahm Kreisler seinen Aufenthalt in der Nähe von Monte Carlo. Im Mai 1938 wurde er in Anerkennung seines Schaffens zum Kommandeur der Französischen Ehrenlegion ernannt.
1939 hatte Fritz Kreisler noch seinen Hauptwohnsitz in Berlin. Von September 1939 bis zu seinem Lebensende lebte er in New York City und kehrte nie wieder nach Europa zurück. 1943 wurde er US-amerikanischer Staatsbürger. Wegen eines Autounfalls im Jahr 1941, der seinem Gedächtnis Schaden zufügte, wurden seine Auftritte seltener. Sein letztes öffentliches Konzert gab er 1947. Seine 1944 begonnene Radiosendung The Bell Telephone Hour setzte er noch bis in die 1950er Jahre fort.
Im Januar 1949 ließ Kreisler bei den Parke-Bernet Galleries seine Sammlung seltener Bücher, Manuskripte und einige Kunstgegenstände versteigern. Die erlösten über 120.000 US-Dollar schenkte er der Golden Rule Foundation und dem Lenox Hill Hospital.
Bei seinem 80. Geburtstag war Fritz Kreisler beinahe blind und konnte kaum noch etwas hören. Am 29. Januar 1962 starb er nach kurzem Krankenhausaufenthalt in New York vier Tage vor seinem 87. Geburtstag. Seine Frau Harriet überlebte ihn um ein Jahr.
Kreislers Bruder, der Cellist Hugo Kreisler, war bereits am 10. September 1929 in Baden bei Wien verstorben. Seine Frau und sein Sohn flohen 1938 aus Europa in die USA. Der Komponist, Sänger und Kabarettist Georg Kreisler war ein weitläufiger Verwandter von Fritz Kreisler.
1998 wurde auf dem Grundstück der 1945 zerstörten Berliner Kreisler-Villa eine Gedenktafel angebracht. Wegen falscher Daten über Kreislers Berlin-Aufenthalt wurde sie nach dem Abriss des Hauses nicht wieder berücksichtigt.  Eine aktualisierte Gedenktafel wurde 2019 an der ehemaligen Toreinfahrt angebracht.

## Werk
Kreisler wird von manchen Geigenpädagogen wie Suzuki Shin’ichi verehrt. Wie schon sein ältestes Tondokument von 1904 zeigt, hatte Kreisler bereits in jungen Jahren eine spezielle warme Tongebung entwickelt, mit der er seine Zuhörerschaft in den Bann schlug und durch die er zusammen mit seinen Kompositionen dem Geigenspiel des 20. Jahrhunderts entscheidende Impulse gab. Dieser warme, schmelzende Ton entsprach dem legendären Alt-Wiener Geigenklang (z. B. eines Franz Clement oder Ignaz Schuppanzigh), der von Joseph Mayseder über Joseph Hellmesberger junior an Kreisler weitergegeben worden war. Die These, dass Kreisler der Erfinder des modernen durchgehenden Vibratos sei, wird zwar häufig zitiert, ist allerdings historisch nicht belegbar.
Bis heute sehr bekannt sind Kreislers Charakterstücke für Violine und Klavier, die sich an alten Formen und Stilen orientieren. Zu nennen sind hier insbesondere die drei Alt-Wiener Tanzweisen, Liebesfreud und Liebesleid und Schön Rosmarin. Sie sind tonal und einerseits von Barock und Klassik, andererseits vom Wiener Stil geprägt. Einige dieser Stücke entstanden im Stile anderer Komponisten. Viele dieser Werke (zusammengestellt in Klassische Manuskripte) schrieb Kreisler anfangs früheren Komponisten wie Gaetano Pugnani und Giuseppe Tartini zu, bis er 1935 bekannte, dass sie in Wirklichkeit von ihm stammten, und damit für einen kleinen Skandal sorgte, der eher peinlich für die Musikkritik war, die den Schwindel nicht erkannt hatte.
Kreisler schrieb neben einem Violinkonzert G-Dur und einem Concerto für Violine, Streichorchester und Orgel C-Dur (Im Stile von Antonio Vivaldi) auch die Operetten Apfelblüten (1919, zusammen mit Viktor Jacobi) und Sissy sowie ein Streichquartett a-Moll und einige Lieder. Von Bedeutung sind heute noch seine Kadenzen, einschließlich einer für das Violinkonzert Johannes Brahms’. Seine Kadenz für das Violinkonzert Ludwig van Beethovens gehört heutzutage neben der von Joseph Joachim zu den meistgespielten Kadenzen dieses Werkes.
Kreisler war ein komponierender Virtuose im Stile Niccolò Paganinis, der seine Kompositionen bei seinen großen Konzerttourneen unters Volk brachte. Seine Werke sind von Geigern mit unterschiedlichem Können spielbar. Eugène Ysaÿe widmete Kreisler die vierte seiner sechs Solo-Sonaten.

## Kreislers Geigen
Kreisler besaß eine eindrucksvolle Geigensammlung mit ausgezeichneten Violinen beispielsweise von Giuseppe Guarneri del Gesù – einige von diesen spielte er lediglich – und einer von  Carlo Bergonzi. Letztere wurde als die „Kreisler-Bergonzi“ bekannt:
- Guarneri del Gesù (1733): Geschenk von Kreisler 1952 an die Library of Congress in Washington, D.C.
- Guarneri del Gesù (1735): Gehörte Mary Portman
- Guarneri del Gesù (1740) „Tiger“, die später Benno Rabinoff gehörte.
- Jean Baptiste Vuillaume (1845): Bis 1960 im Besitz Kreislers, ausgeliehen an Joseph Hassid, gehört heute Yong-Uck Kim.
- Stradivari (1726) „Greville“: Kreisler besaß sie nur ein Jahr. Verkauft an Lyan & Healy.
- Stradivari (1733) „Kreisler“, die auch Bronisław Huberman und Johanna Martzy gehörte. Heute Daniel Tschudi.
- Stradivari (1711) „Earl of Plymouth“: Gehört heute dem Los Angeles Philharmonic Orchestra.
- Stradivari (1727) „Hart“: Kam in Besitz von Zino Francescatti und danach Salvatore Accardo.
- Stradivari (1732) „Baillot“: Hatte vormals Pierre Baillot und Eugène Sauzay gehört.
- Stradivari (1734) „Lord Amherst of Hackney“: Auch gespielt von May Harrison und Benno Rabinoff. Kreisler verkaufte sie 1945 an die Firma Wurlitzer.
- Pietro Guarneri de Mantoue (1707): Gekauft 1967 von Earl Carlyss (zweiter Geiger des Juilliard String Quartet).
- „Kreisler-Bergonzi“: Gehörte später Itzhak Perlman.
- Alessandro Gagliano.
- Giovanni Grancino.
- Gand and Bernardel.
- Daniel Parker (1720): In London gebaut.

## Diskographie
Kreisler spielte in den Jahren 1904 bis 1946 mehrere hundert Schallplatten ein. Gesammelt sind sie etwa bei:
- Fritz Kreisler / Lamson, Carl / MacCormack, John / O’Brien, Vincent: Fritz Kreisler – The complete RCA recordings, Hamburg, München 1995.
- Werke sortiert nach Musikgattung

Eine vollständige Liste seiner Soloaufnahmen findet sich, zusammengestellt von Eric Wen, in der Kreisler-Sonderausgabe von The Strad aus dem Jahre 1987 (siehe oben).
Siehe auch: Einträge zu Fritz Kreisler im Katalog des Deutschen Musikarchivs (s. u. „Weblinks“)